# Bejaad
Bejaad (en árabe أبي الجعد) es una ciudad de Marruecos, en la provincia de Khouribga, en la región de Béni Mellal-Khénifra. Históricamente fue un importante centro cultural y religioso.

## Historia
La ciudad fue fundada en el siglo XV por Sidi Bouabid Cherki (Abū Muḥammad ʿUbayd Allāh al-Sharqī), un importante  místico Sufi, descendiente directo del califa Úmar ibn al-Jattab. Originalmente era un centro espiritual, popular entre los viajeros que buscaban educación religiosa. Después de la muerte de Bouabid Cherki, sus hijos continuaron su trabajo para el desarrollo de la ciudad, que creció aumentando su poder e importancia, junto con Zaouia Cherkaouia ( Zāwiya Shirqawiya ), la hermandad fundada de Bouabid. El modesto pueblo tomó el sobrenombre de "pequeño  Fez", adquiriendo un papel muy importante como centro espiritual. Durante siglos, en el músim (peregrinación anual no canónica) de Boujad, los peregrinos de todas partes de Marruecos han acudido en masa allí. Esta gran y popular fiesta religiosa que une a miles de visitantes de diferentes regiones del Reino es una oportunidad para honrar al fundador de la ciudad.
La  Zāwiya Cherkaouia, con la ayuda de otras hermandades, jugó un papel crucial en la movilización de la población para repeler los ataques portugueses. También jugó un papel importante en la guerra entre los Watasíes de  Fez y los  Saadí de Marrakesh.
Los miembros de la hermandad contribuyeron fuertemente al desarrollo económico de la ciudad construyendo molinos, pozos y desarrollando un sistema de riego y controlando las rutas trashumancia.

## Etimología
Según los cuentos populares, el nombre de la ciudad se deriva de la presencia masiva en la región de un chacal llamado Abu Jâada ( Abū Jaʿāda ). Otros relacionan el origen de este nombre con un arbusto local que da frutos amargos, llamado 'al Jâada', que una vez cubrió las colinas circundantes. Hoy en día, los chacales se han vuelto raros y las colinas han desaparecido debido a los proyectos de construcción para expandir la ciudad que comenzaron en siglo XX.

## Comunidad Judía
La ciudad, antes de la fundación del estado de Israel, tenía una gran comunidad Judía. A diferencia de las otras ciudades antiguas de Marruecos, Bejaad no tenía un mellah (gueto judío), y en la ciudad, musulmanes y judíos vivían mezclados. 
 La comunidad judía era particularmente activa en el comercio de cereales y joyas. Cada familia judía estaba en contacto con algunos miembros de Zāwiya Cherkaouia, quienes les garantizaban protección.
A pesar del éxodo masivo que comenzó a mediados del siglo XX, como consecuencia del nacimiento de Israel, muchas familias judías aún conservan sus hogares en la  medina (ciudad antiguo) de Bejaad.
En la ciudad fue el lugar de nacimiento del político israelí Amir Peretz y del diplomático israelí Yehuda Lancry.